# Janelle Paradee
Pour les articles homonymes, voir Janelle.
Janelle Paradee est une actrice américaine née le 11 avril 1963 à New London, Minnesota (États-Unis).

## Filmographie
- 1995 : The Granny : Maggie
- 1995 : Black Scorpion (TV) : Babette
- 1996 : Backroads to Vegas (TV)
- 1997 : James Dean: Race with Destiny (TV) : Marisa Pierangeli
- 2000 : Land of 1,000 Dances
- 2000 : The David Cassidy Story (TV) : Female Fan
- 2000 : Running Mates (TV) : Starlet
- 2000 : Friends (TV) : Meg